# 摩爾人城堡
摩爾人城堡（The Moorish Castle）是位於直布羅陀的一座中世紀城堡，內有多種不同類型建築，其中最明顯的是塔樓和門樓。直到2010年為止，直布羅陀有一座監獄也位於城堡內。摩爾人城堡是伊比利亞半島少見的由馬林王朝興建的城堡。現在的摩爾人城堡是直布羅陀主要旅遊景點之一，並且是出現在5直布羅陀鎊的鈔票圖案上。